# Circondario di Pfaffenhofen an der Ilm
Il circondario di Pfaffenhofen a.d.Ilm (targa PAF) è un circondario (Landkreis) della Baviera, in Germania.

## Città e comuni
Comprende 3 città, 4 comuni mercato e 12 comuni. Capoluogo e centro maggiore è Pfaffenhofen an der Ilm.
(Abitanti il 31 dicembre 2023)
| Comuni del circondario | Città 1. Geisenfeld (11 729) 2. Pfaffenhofen a.d.Ilm (27 143) 3. Vohburg a.d.Donau (8 918) Comuni mercato 1. Hohenwart (5 000) 2. Manching (13 083) 3. Reichertshausen (8 448) 4. Wolnzach (11 983) | Comuni 1. Baar-Ebenhausen (5 664) 2. Ernsgaden (1 865) 3. Gerolsbach (3 852) 4. Hettenshausen (2 247) 5. Ilmmünster (2 198) 6. Jetzendorf (3 179) 7. Münchsmünster (3 218) 8. Pörnbach (2 267) 9. Reichertshofen (5 200) 10. Rohrbach (6 213) 11. Scheyern (5 070) 12. Schweitenkirchen (5 689) Comunità amministrative - Verwaltungsgemeinschaft Geisenfeld - città di Geisenfeld - comune di Ernsgaden - Verwaltungsgemeinschaft Ilmmünster - comuni di Hettenshausen; Ilmmünster - Verwaltungsgemeinschaft Reichertshofen - comune mercato di Reichertshofen - comune di Pörnbach |